# Теофіль Калинич
Декан Теофіль Калинич (30 січня 1889, Жукотин — 19 березня 1954, Міннеаполіс) — парох Української греко-католицької церкви.

## Життєпис
Декан Терфіль Калинич народився дня 30 січня 1889 року в Жукотині, повіт Турка над Стриєм у Західній Україні. Його батько, канонік Максим Калинич, був у тому часі парохом Жукотина та довголітнім повітовим маршалком турчанського повіту. Теофіль Калинич закінчив гімназію в Перемишлі в 1909 році та записався на правничий факультет Львівського університету й на ньому дістав абсолюторію. Вже будучи гімназійним учнем, працював у Жукотині над піднесенням культурного рівня села, зокрема ж його молоді. В 1914 році, після смерті батька, з вибухом Першої світової війни його брати пішли на війну. Теофіль з матір'ю-вдовою пішов на скитальщину до Австрії та зупинився у Відні. Тут записався на теологію до знаного «Барбареум». Одним із тодішніх вчителів-професорів Теофіля Калинича був архієпископ та кардинал Теодор Інніцер.
По розвалі Австро-Угорщини Теофіль Калинич повернувся у Західну Україну та в рядах Української галицької армії (УГА), а саме пропагандистського відділу при Начальній Команді УГА, брав активну участь у боротьбі українського народу за самостійність. З УГА пройшов Теофіль Калинич весь тернистий, але заразом славний шлях від Львова до Києва, як сам про це говорив, пішки. З чотирикутника смерті пощастило йому повернутися щасливо. В Перемишлі докінчив теологічні студії і 18 лютого 1923 року дістав з рук Преосв. єпископа Йосифа Коциловського рукоположення у священники. Спочатку працював співробітником та головним проповідником при архикатедральнім храмі Рождества св. Иоана Хрестителя в Перемишлі. Коли в 1929 році зайшла потреба обсадити парафію в селі Тарнавці Ряшівського повіту, до якої належали також села Гадлі Шклярські та Відачів на найдальше на захід висунених українських етнічних землях, єпископ Йосафат Коциловський наділив цим важким обов'язком випробуваного вже тоді в духовно-громадській праці о. Теофіля Калинича. І від 1929 до 1944 року о. Теофіль Калинич був парохом тих трьох сіл та візитатором для навчання науки греко-католицької релігії в Лежайському деканаті та рівночасно сповняв, як містодекан, функції декана в заступстві хворого декана. 
Попередники о. Теофіля Калиннча виголошували проповіді у Гадлях Шклярських та Відачеві польською мовою. Спочатку о. Теофіль Калинич теж виголошував церковні проповіді польською мовою, але поволі під його впливом парафіяни почали усвідомлювати, що вони мусять навчитися призабутої своєї рідної мови. За якийсь час вже молитви та проповіді виголошувалися українською мовою. До приходу о. Калинича в школі в Тарнавці ніколи не було української мови як предмету. Завдяки старанням о. Калинича та національно свідомих парафіян у школі ввели навчання української мови. Також стараннями та з ініціативи о. Калинича в Тарнавці була створена споживча кооператива. Найбільшим успіхом о. Калинича стала будова великої мурованої церкви, що почалася в 1934 році та закінчена в 1935 році.
В 1939 році почалася війна. Почастішали напади польських боївок на українські села. Не оминула ця доля о. Теофіля Калинича. Так, за період від 1939 до 1944 року на о. Калинича та його рідню було здійснено одинадцять збройних нападів. Найгірший був перший напад в 1939 році. Тоді польські боївкарі напали вночі на приходство, де жив о. Калинич. Його побили та всіляко знущалися. Врятувало отця те, що молодому помічнику з малим сином отця вдалося непомітно втекти через вікно, а отцю вискочити через сусідню кімнату, закривши її на ключ. Помічник зняв тривогу і переполохані криками парафіян боївкарі втекли з села. Пізніше о. Теофіль Калинич вже був готовий до таких нападів. Були зміцнено вікна та двері, приходство з того часу постійно охороняли.
В 1944 році о. Калинич з родиною, втікаючи перед більшовиками, полишив рідні землі та переїхав до Відня. Там сповнював душпастерські обов'язки. Пізніше перенісся до Віллах в Каринтії, де був парохом та катехитом в таборовій українській гімназії. В 1950 році о. Калинич переїхав до США та осів в Міннеаполісі, де був співробітником при українсько-католицькій церкві святого Костянтина. За ініціативи о. Теофіля Калинича при церкві постала вечірня українська школа.
Помер о. Теофіль Калинич від несподіваного тромбу 19 березня 1954 року.